# Jorge Salinas
Jorge Salinas (født 6. maj 1992) er en paraguayansk fodboldspiller, som spiller for den japanske fodboldklub JEF United Chiba.